# Manuela d'Ávila
Manuela Pinto Vieira d'Ávila (Porto Alegre, 18 de agosto de 1981) é uma jornalista, escritora e política brasileira, atualmente sem partido. Foi deputada federal pelo Rio Grande do Sul entre 2007 a 2015, deputada estadual de 2015 a 2019 e candidata a vice-presidente da República na eleição de 2018.
Graduada em Jornalismo pela Pontifícia Universidade Católica do Rio Grande do Sul (PUCRS), começou sua carreira política no movimento estudantil e depois ingressou na política partidária. Foi a vereadora mais jovem da história de Porto Alegre, eleita em 2004. Foi eleita deputada federal em 2006 e reeleita em 2010, alcançando recordes de votação.
Concorreu à prefeitura da capital gaúcha três vezes. Na primeira vez, em 2008, ficou na terceira colocação. Na segunda tentativa, em 2012, ficou na segunda colocação, sendo derrotada ainda no primeiro turno por José Fortunati. Na terceira, em 2020, foi derrotada no segundo turno por Sebastião Melo. Em 2014, foi eleita deputada estadual com a maior votação para o cargo naquele ano. Em 2017, foi indicada por seu partido como pré-candidata à Presidência para a eleição de 2018. No entanto, desistiu da candidatura e foi escolhida por Fernando Haddad, do Partido dos Trabalhadores, como sua candidata a vice-presidente. No segundo turno, a chapa foi derrotada por Jair Bolsonaro e Hamilton Mourão. Em outubro de 2024, anunciou estar "sem partido", em um debate organizado pelo Instituto Conhecimento Liberta.

## Primeiros anos, educação e política estudantil
Manuela d'Ávila nasceu em Porto Alegre em 18 de agosto de 1981. É filha da desembargadora Ana Lúcia Pinto Vieira e do engenheiro e professor da Universidade Federal de Pelotas, Alfredo Luís Mendes D’Ávila. Manuela tem quatro irmãos: Luciana, Carolina, Mariana e Fernando. Devido ao cargo que sua mãe ocupava, durante a infância sua família se mudou inúmeras vezes. Durante este período, eles viveram em Estância Velha, São Lourenço do Sul, Pedro Osório e Rio Grande, voltando para a capital quando Manuela tinha catorze anos de idade.
É formada em jornalismo pela Pontifícia Universidade Católica do Rio Grande do Sul. Embora não tenha concluído, também cursou Ciências Sociais na Universidade Federal do Rio Grande do Sul. Iniciou no movimento estudantil em 1999 e no mesmo ano filiou-se à União da Juventude Socialista (UJS), braço do Partido Comunista do Brasil (PCdoB), partido ao qual filiou-se no ano de 2001. De 2001 a 2003 integrou a direção nacional da UJS e a vice-presidência Sul da União Nacional dos Estudantes (UNE).

## Carreira política

### Vereadora

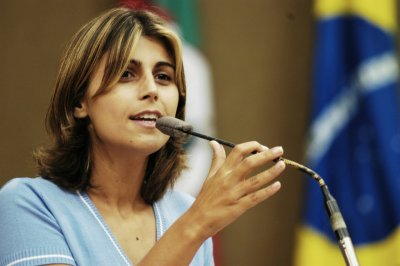
Manuela enquanto vereadora de Porto Alegre

Nas eleições municipais de 2004, foi eleita vereadora de Porto Alegre com 9 498 votos, ou 1,19% dos votos válidos, tornando-se a vereadora mais jovem da história do município. Como vereadora, apresentou o projeto de lei 9 989/2006, sobre meia-entrada para estudantes, pauta defendida em campanha e plataforma da União Nacional dos Estudantes. A lei assegura aos estudantes matriculados em alguns estabelecimentos de ensino regular e aos jovens com até quinze anos o direito ao pagamento de meia-entrada em atividades culturais, esportivas e em cinemas.

### Deputada federal
Nas eleições estaduais em 2006, foi lançada candidata a deputada federal pelo PCdoB do Rio Grande do Sul. Foi eleita com 271 939 votos, sendo a candidata a deputada mais votada do estado nas eleições daquele ano. Um de seus projetos como deputada foi um substitutivo, apresentado em conjunto com o deputado Átila Lira (PSB-PI), que regulamentou estágios em ensino superior e técnico. Segundo Manuela, a atualização da lei sobre estágios era necessária, principalmente no que se refere à adequação às propostas pedagógicas de universidades elaboradas na última década. A legislação anterior (Lei 6 494/1977) havia sido elaborada antes da Constituição de 1988.
Em 2010, candidatou-se novamente para o cargo de deputada federal, tendo recebido 482 590 votos, ou 8,06% dos votos válidos. Esta foi a maior votação no Rio Grande do Sul  e uma das maiores do Brasil. Seu desempenho ajudou a eleger outros três aliados: Assis Melo (PCdoB), José Luiz Stedile (PSB) e Alexandre Roso (PSB), que obtiveram menos de cinquenta mil votos cada.
Em novembro de 2010, foi cotada para assumir o Ministério do Esporte no primeiro governo de Dilma Rousseff. No entanto, o presidente do PCdoB, Renato Rabelo, declarou que Manuela deveria ser candidata nas eleições de 2012, e que sendo ministra ficaria ocupada com a Copa do Mundo e as Olimpíadas.

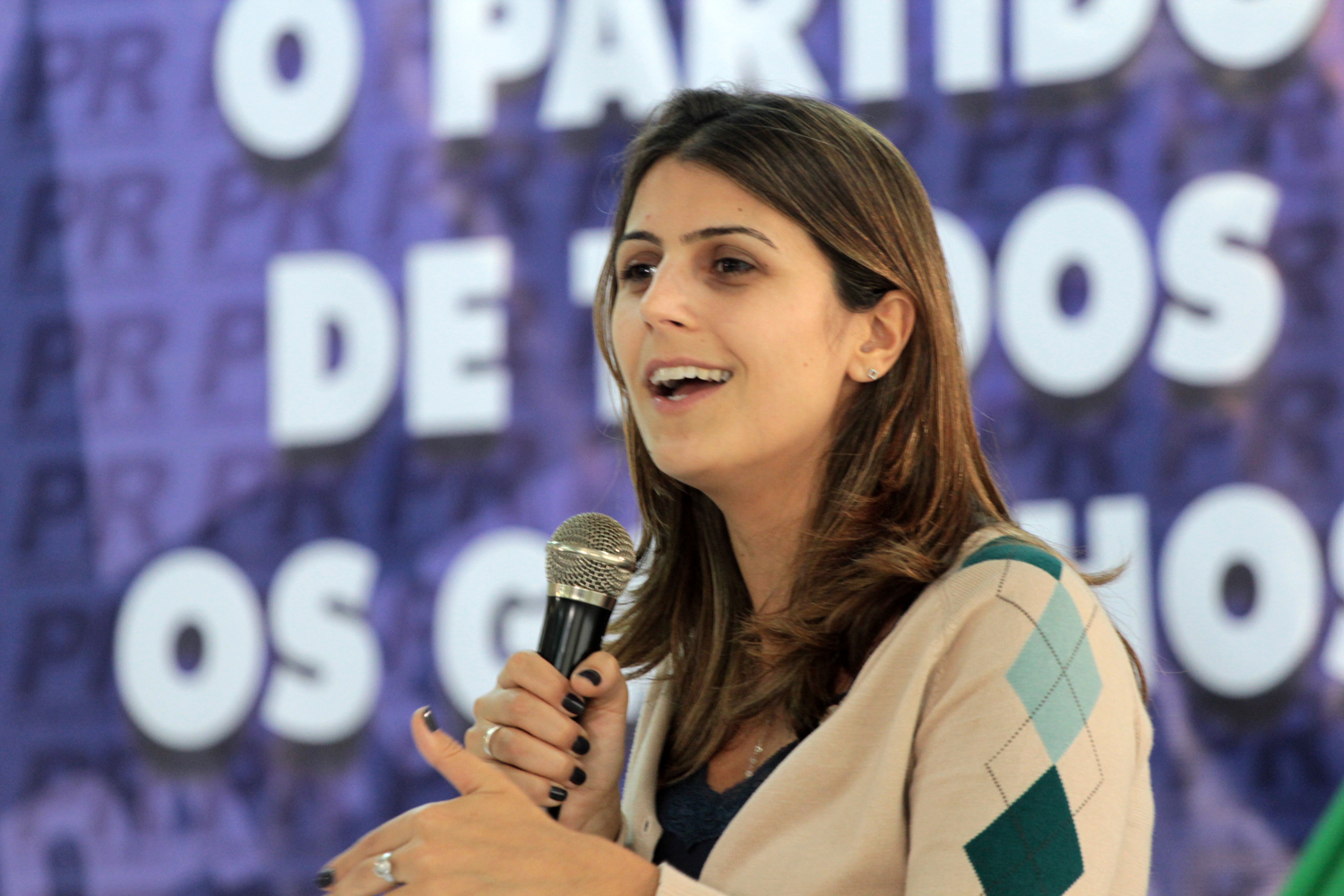
Manuela discursando em 2011.

Em 2011, relatou o Estatuto da Juventude, legislação que garante direitos e deveres aos jovens Brasileiros. No estatuto, foram incluídos assuntos considerados polêmicos, como a igualdade na orientação sexual. O estatuto foi aprovado na Câmara dos Deputados em 5 de outubro de 2011, e no Senado Federal em 15 de fevereiro e 2012.
Durante o ano de 2011, presidiu a Comissão de Direitos Humanos e Minorias da Câmara dos Deputados. Neste cargo, pediu a saída do deputado Jair Bolsonaro da comissão, sendo apoiada pela ministra dos Direitos Humanos, Maria do Rosário. Em 2013, foi escolhida como a líder de seu partido na Câmara dos Deputados.
Em 2013, foi indicada, pelo quinto ano consecutivo, ao Prêmio Congresso em Foco. Pelo segundo ano, foi destaque na categoria "parlamentar de futuro", formada pelos parlamentares com menos de 45 anos que melhor representam a população no Congresso. Foi apontada como uma das cem parlamentares mais influentes do congresso, também conhecidos como "cabeças do congresso", pelo DIAP e figurou entre os trinta mais influentes pela revista Veja e cem brasileiros mais influentes pela revista Época em 2011.

### Eleição municipal de 2008
Em 2008, disputou sua primeira eleição majoritária. Naquele ano, foi candidata à prefeitura Porto Alegre pela coligação "Porto Alegre é Mais", formada por sete partidos. O candidato a vice-prefeito foi Berfran Rosado, deputado estadual pelo Partido Popular Socialista (PPS). Manuela obteve 121 232 votos, ou 15,35% dos votos válidos. Contrariando pesquisas que a indicavam em segundo lugar, acabou sendo ultrapassada por Maria do Rosário Nunes (PT). Nos últimos dias da campanha do segundo turno, declarou apoio à candidata do PT, que foi derrotada por José Fogaça (PMDB).

### Eleição municipal de 2012

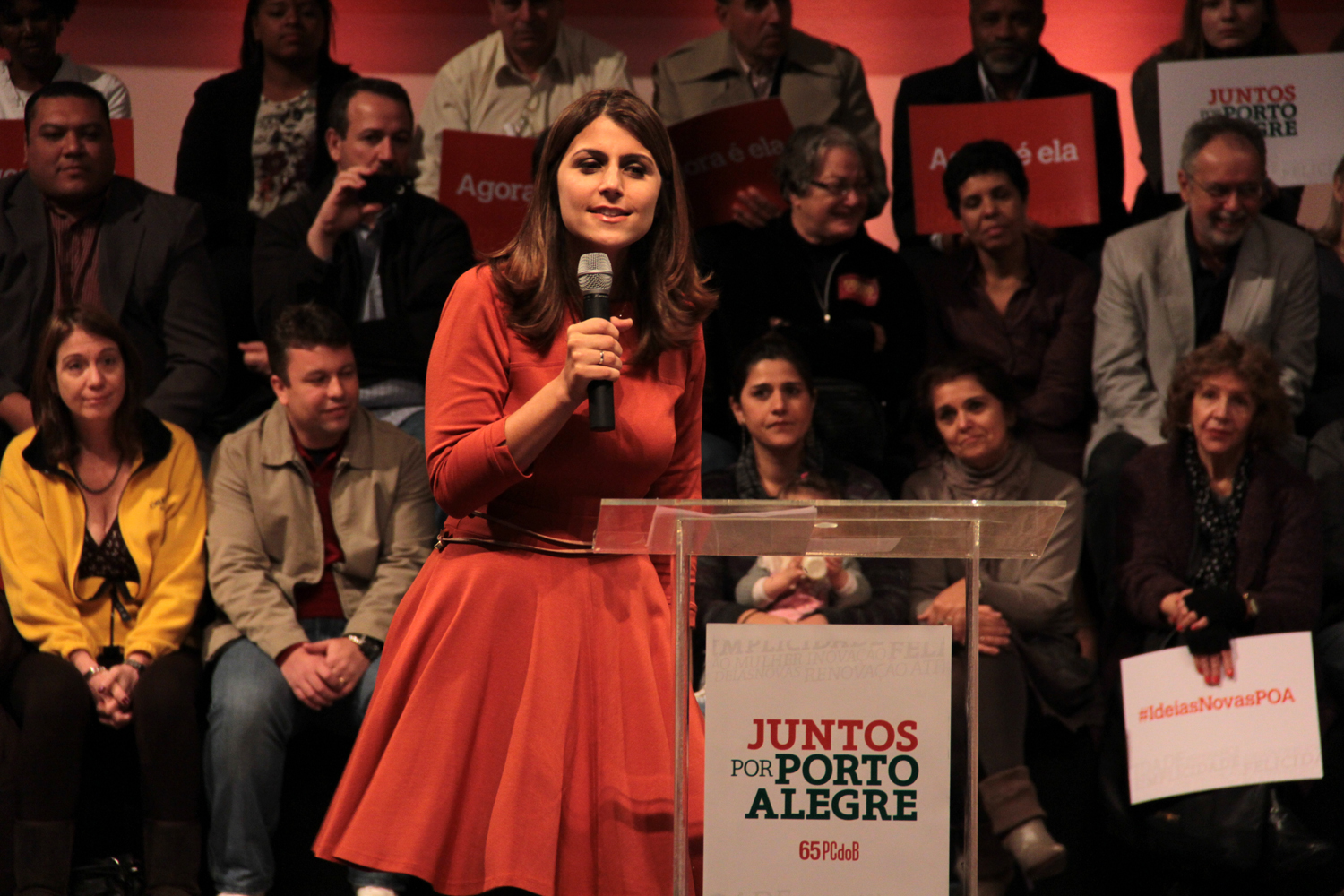
Manuela discursando na Convenção do PCdoB de Porto Alegre em 2012.

Em 23 de junho de 2012, oficializou sua candidatura à prefeitura de Porto Alegre para as eleições daquele ano. A coligação "Juntos por Porto Alegre" foi composta por cinco partidos, que lhe garantiu o terceiro maior tempo no horário político eleitoral. O candidato a vice-prefeito foi o vereador Nelcir Tessaro, do Partido Social Democrático (PSD).
Nas primeiras pesquisas eleitorais divulgadas, chegou a ficar em primeiro lugar na do Ibope, e tinha uma pequena diferença em relação ao primeiro colocado, José Fortunati, nas pesquisas dos outros institutos. Em meados de setembro, Fortunati abriu uma vantagem significativa em relação a candidata. Nas pesquisas realizadas no início de outubro até o dia da eleição, Fortunati tinha mais da metade das intenções de votos em todas.
Em 7 de outubro, data da realização do primeiro turno, recebeu 141 073 votos (17,76% dos votos válidos). Fortunati foi reeleito com uma maioria histórica de 65,22% dos votos válidos. Em entrevista coletiva concedida na noite da eleição, declarou: "O povo fez a escolha certa. A população escolheu o projeto que julgou certo e que ele [Fortunati] representa. Estou orgulhosa de entrar pela quinta vez em uma disputa eleitoral".

### Deputada estadual

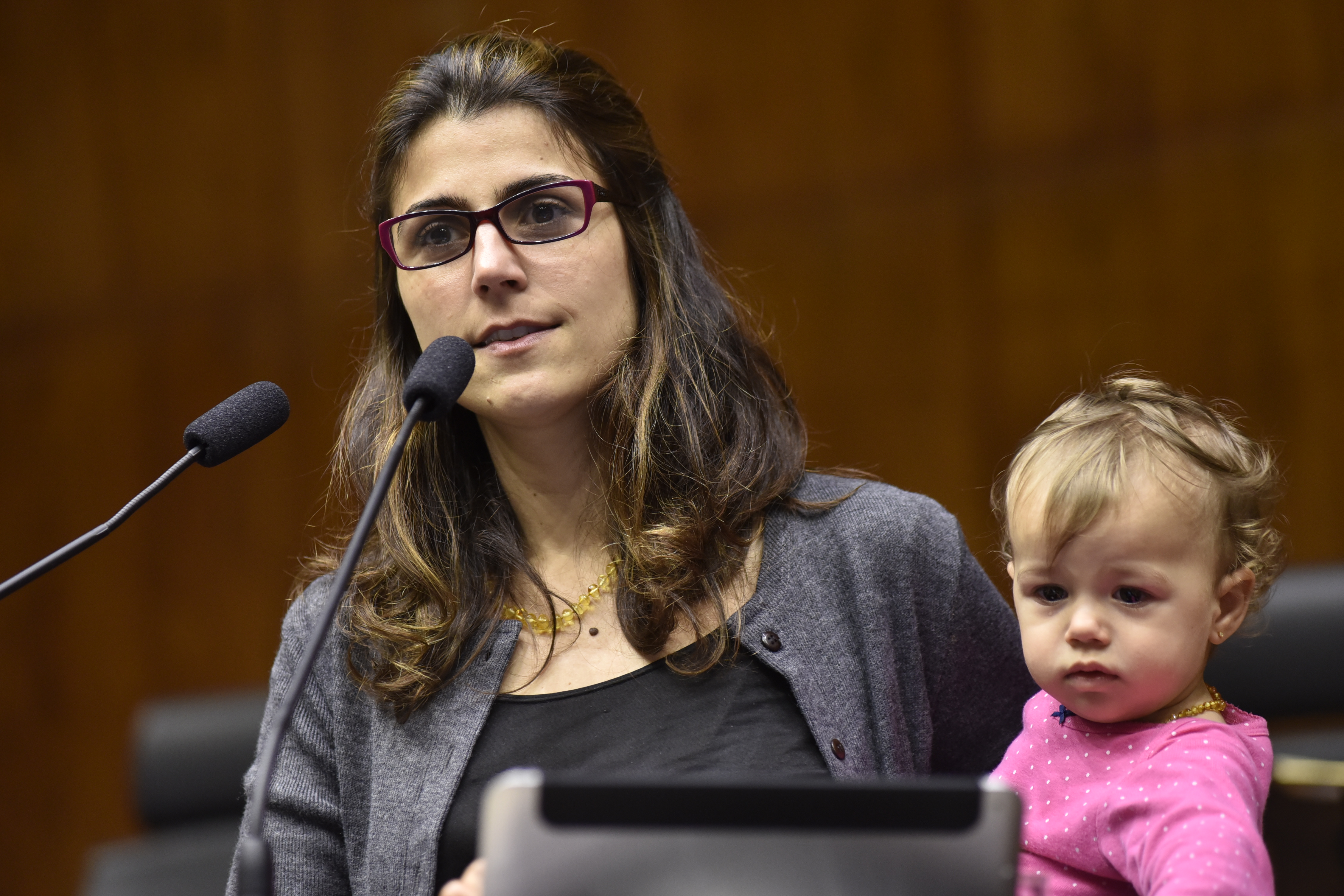
Manuela segurando a filha Laura enquanto discursa na Assembleia Legislativa, em outubro de 2016.

Em 16 de setembro de 2013, anunciou que não seria candidata a reeleição para um terceiro mandato como deputada federal nas eleições de 2014. Em vez disso, candidatou-se à deputada estadual. Em sua conta no Twitter, declarou: "A situação do Rio Grande exige atenção e estou disposta a dar minha contribuição. Acredito que a política deve ser espaço de renovação, e que meu Estado e a minha cidade - Porto Alegre - poderão contar ainda mais comigo se estiver mais próxima do que estou hoje. E eu ficarei feliz militando fisicamente mais perto da população e dos movimentos sociais".
Foi eleita para o cargo com a maior votação daquela eleição, totalizando 222 436 votos (3,64% dos votos válidos). De acordo com ela, "a eleição para deputada estadual tem um número gigantesco de candidatos. Sempre que concorro é uma reavaliação do trabalho, tenho dez anos de mandato, mas há muitos candidatos novos, muitos fatores. Então, ser novamente a mais votada é motivo de muito compromisso e muito orgulho, porque é a consolidação de um trabalho e de sucessivas avaliações dos meus mandatos."
Ao tomar posse para a 54º Legislatura da Assembleia Legislativa do Rio Grande do Sul, em 1º de fevereiro de 2015, passou a integrar seis comissões: Constituição e Justiça; Cidadania e Direitos Humanos; Assuntos Municipais; Segurança e Serviços Públicos; Mista Permanente de Participação Legislativa Popular; e Mista Permanente do Mercosul e Assuntos Internacionais.
Em 18 de fevereiro de 2016, anunciou que não seria candidata à prefeitura de Porto Alegre nas eleições de 2016. Como justificativa principal de sua decisão, afirmou que desejava cuidar de sua filha Laura, à época com cinco meses de idade. A deputada afirmou que "não adiantaria lutar pelo desenvolvimento de nossos bebês e não fazer valer a minha luta para minha própria filha". Antes de sua decisão, ela era considerada uma das candidatas favoritas para a prefeitura da capital gaúcha em 2016. Em uma pesquisa do Correio do Povo realizada em dezembro de 2015, Manuela liderava a disputa eleitoral com 25,3% das intenções de votos, bastante a frente de Luciana Genro, a segunda colocada, que possuía 12,2%.

### Eleição presidencial de 2018

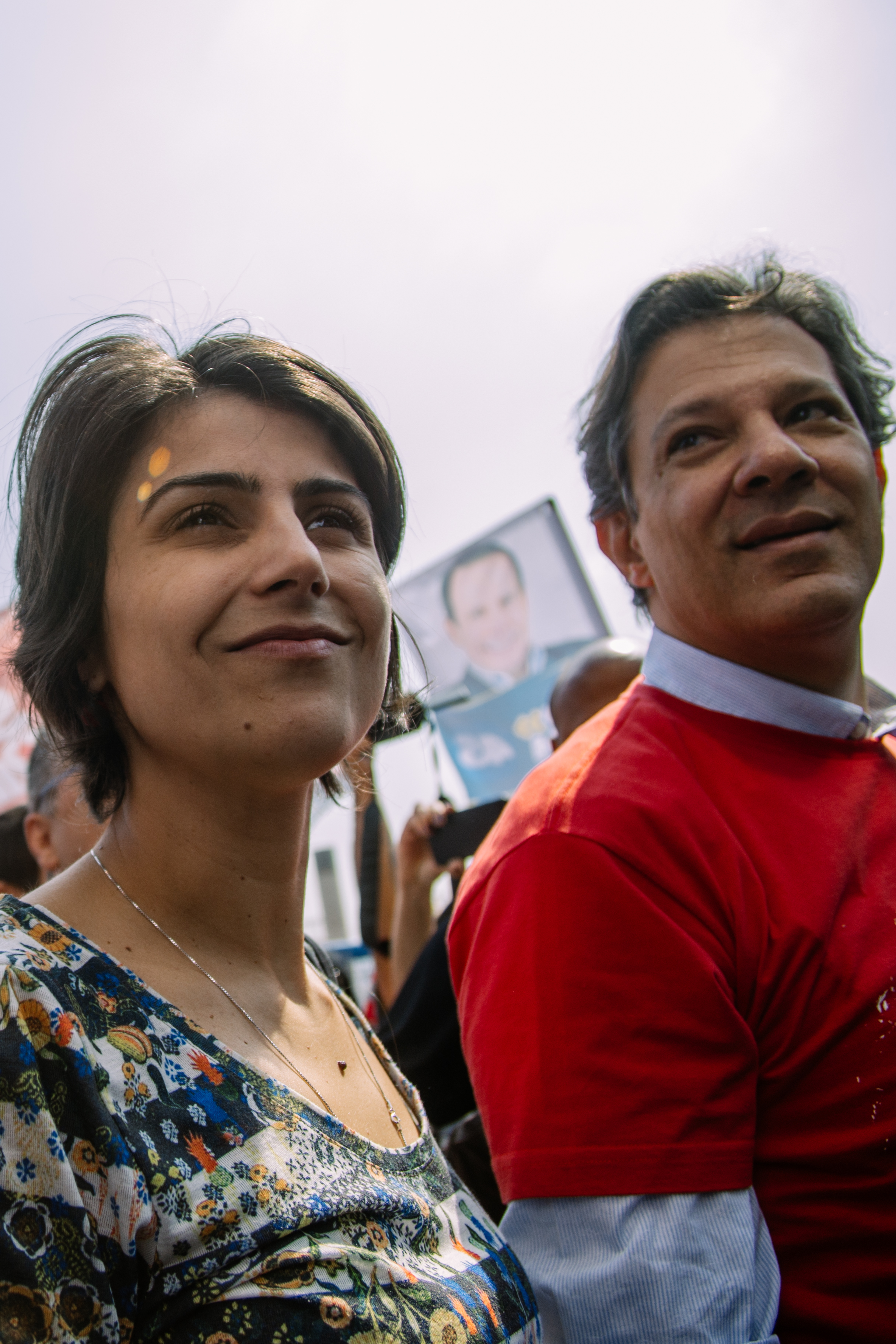
Fernando Haddad e Manuela em setembro de 2018.

Em novembro de 2017, o PCdoB lançou oficialmente a pré-candidatura de Manuela D'Ávila à Presidência da República na eleição de 2018. Se a candidatura de Manuela tivesse sido confirmada, teria sido a primeira vez que o partido teria candidatura própria ao Planalto desde a redemocratização. Durante o 14º Congresso Nacional do PCdoB, realizado no mesmo mês, Manuela teve seu nome aclamado como pré-candidata do partido à Presidência. Em seu discurso afirmou que, se eleita, proporia um referendo revogatório da reforma trabalhista do governo Temer, que as eleições de 2018 não podiam ser um debate do passado e que a saída para a crise política estava dentro da política e não em outsiders. Em 1 de agosto de 2018, o PCdoB oficializou a candidatura de Manuela à Presidência, embora ainda deixando em aberto a possibilidade de criar uma aliança com outros candidatos da esquerda.
Em agosto de 2018, Manuela desistiu da candidatura própria para que o PCdoB fizesse aliança com o PT, encabeçada por Luiz Inácio Lula da Silva. Em 11 de setembro de 2018, com a decisão do Tribunal Superior Eleitoral de indeferir a candidatura de Lula, com base na Lei da Ficha Limpa, o PT oficializou a candidatura de Fernando Haddad à Presidência e de Manuela d'Ávila a vice-presidente.
Durante os meses de setembro e outubro, Manuela foi alvo de inúmeras notícias falsas e fotomontagens. O Tribunal Superior Eleitoral (TSE) determinou a retirada de 33 notícias falsas postadas no Facebook contra Manuela, pedindo que a rede social fornecesse dados para identificação dos autores.
Em 28 de outubro, Haddad e Manuela foram derrotados por Jair Bolsonaro e Hamilton Mourão por uma diferença de 57,7 milhões de votos (55,1%) a 47 milhões (44,9%). Ao admitir a derrota, Manuela comentou: "Perdemos, é justo que fiquemos tristes e preocupados, com a gente, com os nossos, com o Brasil. Mas a tristeza tem que se transformar rapidamente em resistência. [...] Eles venceram, mas a luta vai continuar. Vamos permanecer juntos, resistir e defender a democracia e a liberdade."

### Pós-eleição de 2018
Depois das eleições de 2018, a atuação de Manuela D'Ávila esteve voltada à publicação de livros e ao combate às notícias falsas e ao discurso de ódio. As publicações, Revolução Laura, Por que lutamos? e E se fosse você? foram lançados, respectivamente, em março e outubro de 2019 e agosto de 2020. Manuela também fundou, em janeiro de 2019, o Instituto Se Eu Fosse Você, para conscientizar a população sobre o perigo das fake news. Mesmo após o fim da campanha eleitoral, D'Ávila permanecia sendo alvo de notícias falsas.
Em julho de 2019, foi divulgado que Manuela repassara, em maio do mesmo ano, o contato do jornalista Glenn Greenwald, do The Intercept, para um hacker que o havia pedido no aplicativo de mensagens Telegram. Logo após a divulgação, D'Ávila afirmou em nota estar disposta a colaborar com as autoridades e que colocava seu celular à disposição para perícia da Polícia Federal, mas que, como jornalista, seu direito ao sigilo da fonte era protegido pela Constituição Federal. O caso gerou uma onda de notícias falsas na internet. No relatório do inquérito da Operação Spoofing, que investigou a obtenção de mensagens trocadas por membros da Operação Lava Jato, Manuela apareceu como vítima dos ataques do hacker, uma vez que seu celular também foi invadido.  Com as mensagens interceptadas pelo hacker e publicadas por Greenwald, a Operação Lava Jato foi envolvida em um escândalo com repercussão internacional que pôs em dúvida as ações de procuradores da República e do juiz Sergio Moro.
Em dezembro de 2019, Manuela lançou o Movimento Comuns, uma iniciativa para aumentar o engajamento de pessoas com a política.

### Eleição municipal de 2020

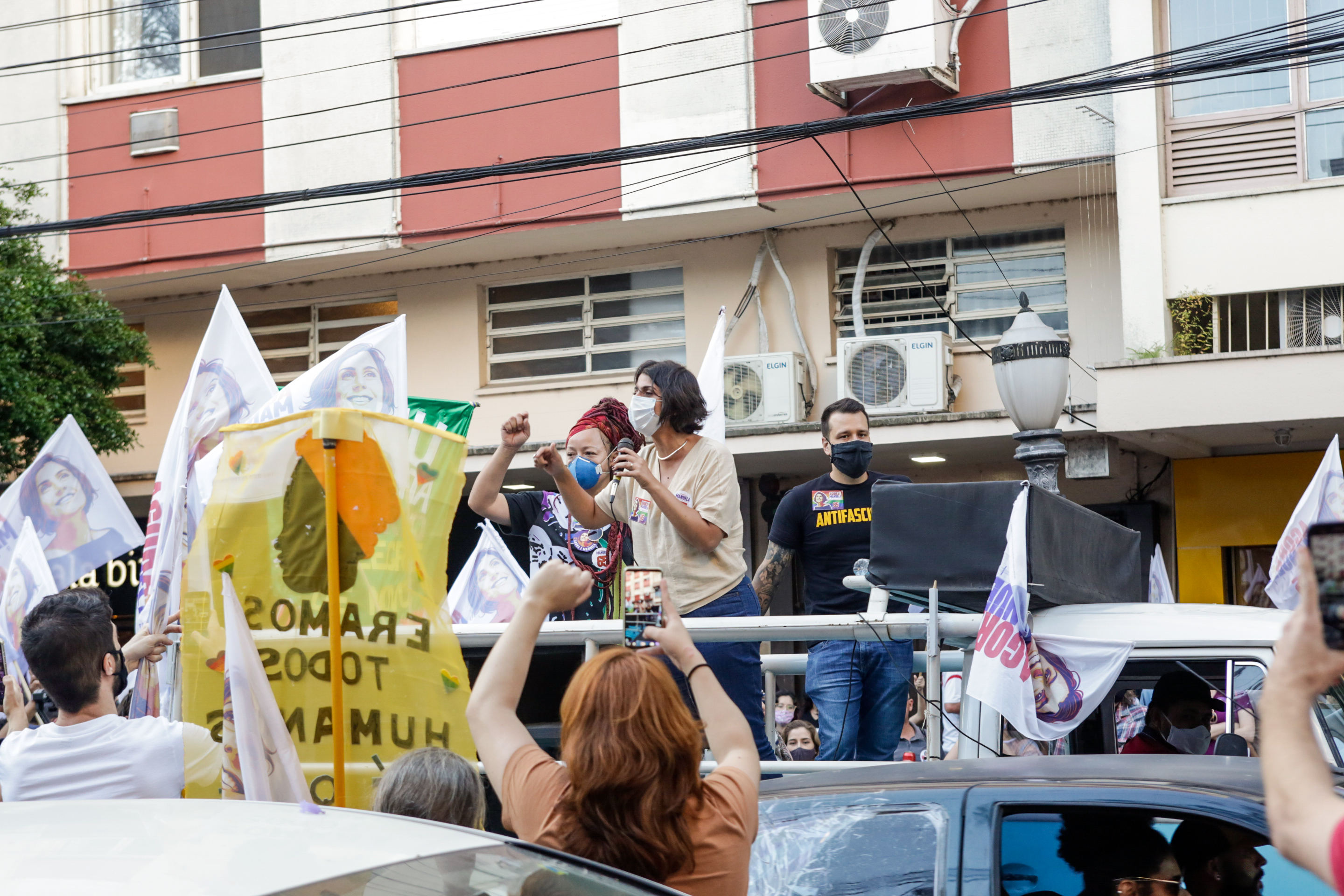
Manuela durante campanha em 2020

Manuela foi apontada, desde meados de 2019, como possível candidata a prefeita de Porto Alegre na eleição de 2020, liderando pesquisas de opinião. Em fevereiro de 2020, divulgou sua pré-candidatura à prefeitura da capital gaúcha. Em maio, o PT anunciou apoio à sua pré-candidatura, indicando o ex-ministro Miguel Rossetto como vice da chapa. Em setembro, sua candidatura a prefeita, assim como a de Miguel Rossetto ao cargo de vice, foi oficializada em convenção online. Sua coligação recebeu o nome de Movimento Muda Porto Alegre.
A campanha em primeiro turno foi marcada por uma grande quantidade de notícias falsas disseminadas contra a candidata. Em um único dia, a Justiça Eleitoral mandou redes sociais excluírem postagens com informações falsas que haviam recebido mais de meio milhão de compartilhamentos.
No primeiro turno da eleição, Manuela recebeu 187 262 votos, o equivalente a 29% dos votos válidos. Com o resultado, ficou em segundo lugar, disputando o segundo turno com Sebastião Melo (MDB). Durante a campanha para o segundo turno, recebeu apoio do PSOL, da REDE, do PDT e do PV. Além disso, foi apoiada pelas candidatas Fernanda Melchionna e Juliana Brizola, bem como pelo candidato Montserrat Martins. Manuela não conseguiu se eleger.

## Desfiliação partidária
Após 25 anos filiada ao Partido Comunista do Brasil (PCdoB), Manuela D'Ávila anunciou a sua saída do partido, alegando "incompatibilidade ideológica" e afirmando ser "uma mulher sem partido". Segundo Manuela, a decisão não foi por escolha, mas sim "por falta de alternativas políticas adequadas". O anúncio foi feito durante um debate promovido pelo ICL Notícias.

## Livros

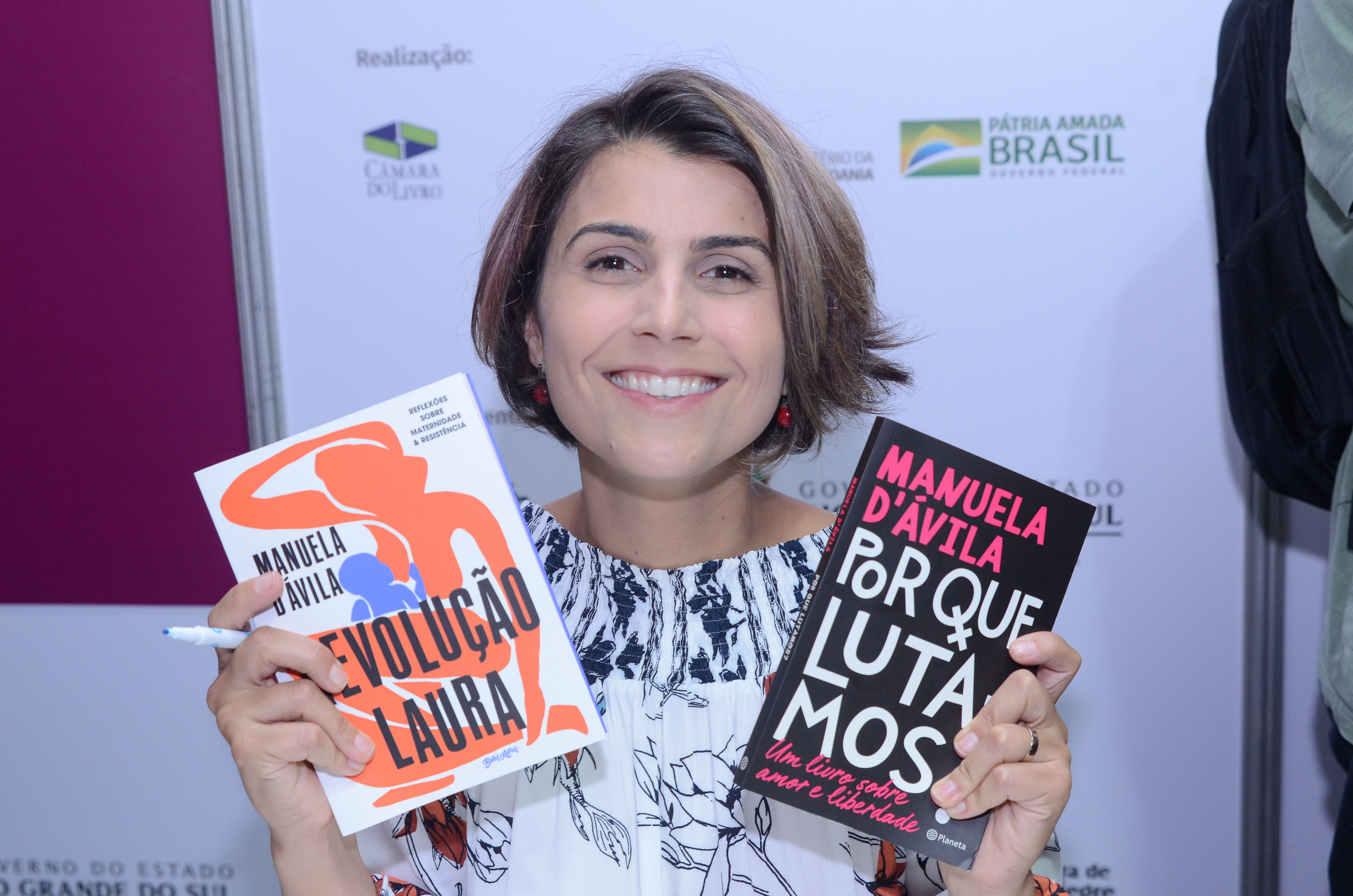
Manuela com cópias de seus livros

Manuela D'Ávila tem quatro livros publicados. O primeiro, Revolução Laura, foi lançado em março de 2019 e consiste num relato de suas experiências pessoais e políticas vividas desde o nascimento de sua filha. Após o lançamento, percorreu o Brasil proferindo palestras.
O segundo livro, Por que lutamos?, foi lançado pela editora Planeta em outubro de 2019. Voltado para meninas e jovens, a publicação aborda didaticamente o feminismo.
Em agosto de 2020, Manuela lançou seu terceiro livro, E se fosse você?, sobre redes de ódio e notícias falsas, contando com o prefácio de Felipe Neto. Na publicação, ela aborda casos de figuras públicas alvo das redes de produção de notícias falsas e conta como lida com esse tipo de conteúdo difamatório elaborado a seu respeito.

## Formação Acadêmica
Manuela D'Ávila é graduada em Comunicação Social pela Pontifícia Universidade Católica do Rio Grande do Sul (PUCRS). Posteriormente, obteve o título de mestre em Políticas Públicas pela Universidade Federal do Rio Grande do Sul (UFRGS), com a dissertação intitulada "Mulheres implementam mais políticas públicas para mulheres? O efeito da participação de mulheres no comando do Poder Executivo Municipal para a implementação de políticas públicas com recorte de gênero nos municípios brasileiros".
Desde 2022, é doutoranda no Programa de Pós-Graduação em Políticas Públicas da UFRGS, desenvolvendo a tese "Moderação de conteúdo na Internet: um estudo sobre a conformação da agenda no Brasil nas últimas duas décadas", sob coorientação de Christian Jecov Schallenmüller e David Nemer. No âmbito de seu doutorado, realizou estágio sanduíche (2023–2024) na Universidade da Virgínia, em Charlottesville (EUA), com bolsa CAPES/Fulbright, sob supervisão de Nemer.

## Vida pessoal

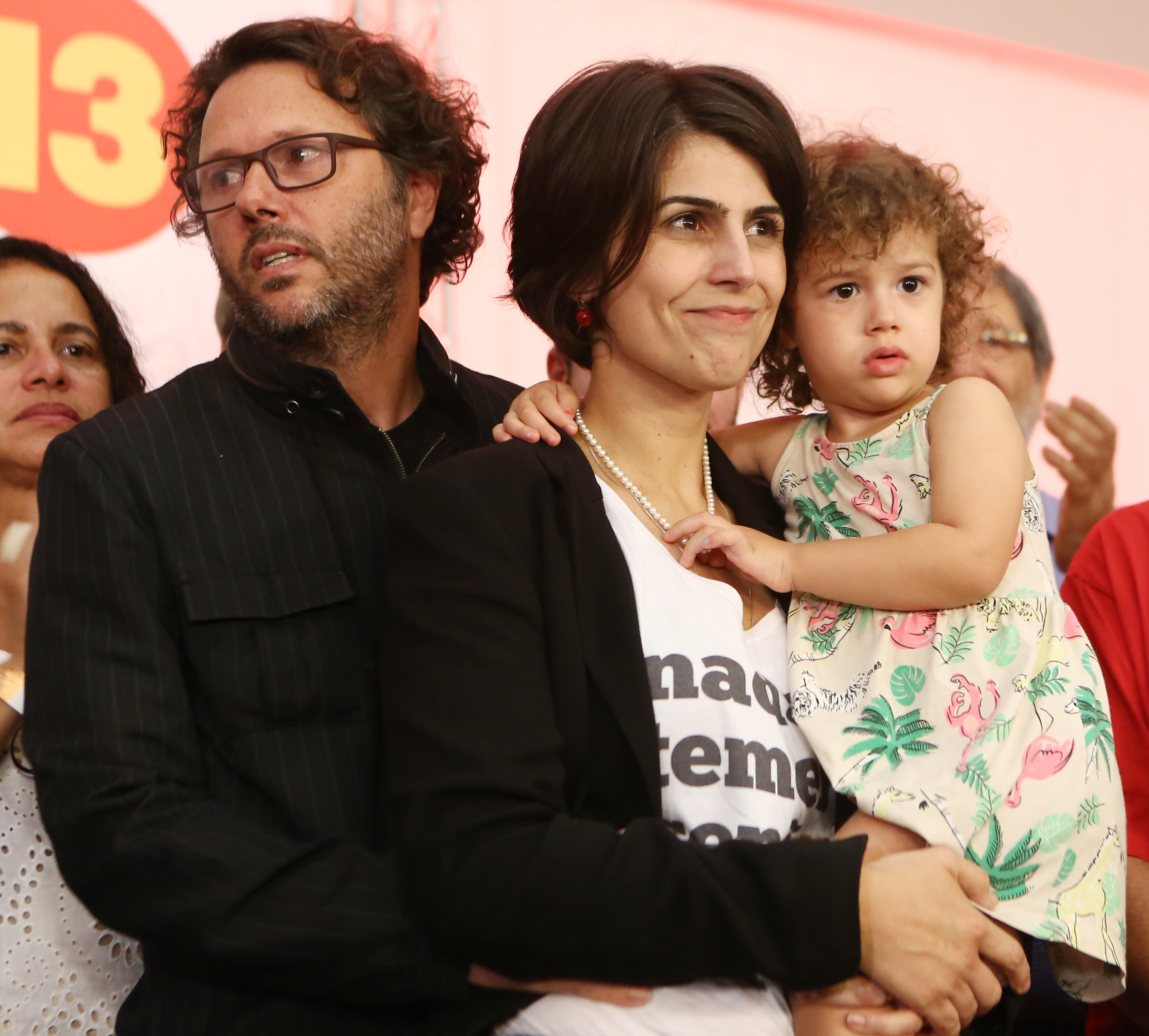
Manuela com o marido Duca Leindecker e a filha Laura, em outubro de 2018.

Entre fevereiro de 2008 e janeiro de 2010, namorou o ex-ministro da justiça do Brasil, José Eduardo Cardozo. Em junho de 2012, durante uma entrevista ao Agora é Tarde, declarou que a decisão de assumir o namoro com o então deputado foi "a decisão mais corajosa que tomou na vida enquanto parlamentar".
É casada com o cantor Duca Leindecker, líder da banda Cidadão Quem. No dia 25 de fevereiro de 2015, anunciou, em sua página pessoal no Facebook, que esperava um filho de Duca. Sua primeira filha nasceu em 27 de agosto de 2015 e recebeu o nome Laura.

## Desempenho eleitoral
| Ano  | Eleição                        | Partido | Cargo                                         | Votos      | %                 | Resultado  | Ref     |
| ---- | ------------------------------ | ------- | --------------------------------------------- | ---------- | ----------------- | ---------- | ------- |
| 2004 | Municipal de Porto Alegre      | PCdoB   | Vereadora                                     | 9.498      | 1,19%             | Eleita     | [ 104 ] |
| 2006 | Estaduais no Rio Grande do Sul | PCdoB   | Deputada Federal                              | 271.939    | 4,56%             | Eleita     | [ 105 ] |
| 2008 | Municipal de Porto Alegre      | PCdoB   | Prefeita                                      | 121.232    | 15,35%            | Não eleita | [ 106 ] |
| 2010 | Estaduais no Rio Grande do Sul | PCdoB   | Deputada Federal                              | 482.590    | 8,06%             | Eleita     | [ 107 ] |
| 2012 | Municipal de Porto Alegre      | PCdoB   | Prefeita                                      | 141.073    | 17,76%            | Não eleita | [ 108 ] |
| 2014 | Estaduais no Rio Grande do Sul | PCdoB   | Deputada Estadual                             | 222.436    | 2,64%             | Eleita     | [ 109 ] |
| 2018 | Presidencial no Brasil         | PCdoB   | Vice-presidente Titular: Fernando Haddad (PT) | 31.342.051 | 29,28% (1º Turno) | Não eleita | [ 110 ] |
| 2018 | Presidencial no Brasil         | PCdoB   | Vice-presidente Titular: Fernando Haddad (PT) | 47.040.906 | 44,87% (2º Turno) |            | [ 110 ] |
| 2020 | Municipal de Porto Alegre      | PCdoB   | Prefeita                                      | 187.262    | 29,0% (1º Turno)  | Não eleita | [ 111 ] |
| 2020 | Municipal de Porto Alegre      | PCdoB   | Prefeita                                      | 307.745    | 45,36% (2º Turno) |            | [ 111 ] |